# Otiothops namratae
Otiothops namratae är en spindelart som beskrevs av Pillai 2006. Otiothops namratae ingår i släktet Otiothops och familjen Palpimanidae. Inga underarter finns listade i Catalogue of Life.